# フォトデッキ駅
フォトデッキ駅（フォトデッキえき）は、長野県南佐久郡南牧村大字野辺山にあった日本国有鉄道（国鉄）小海線の臨時駅である。

## 概要
国鉄分割民営化直前の1986年に、国鉄がいい旅チャレンジ20,000kmキャンペーンの一環として設置した駅である。場所は清里駅 - 野辺山駅間、標高1375 mの「鉄道最高地点」（厳密には普通鉄道のそれ）に近接した所で、開設期間中は「国鉄最高地点」の駅であった。
設備自体は、線路に面した道路にパイプと板組みという仮乗降場のような簡易なホームが置かれていただけであった。当初は乗降可能な臨時駅にする予定であったが、観光客の流出を恐れた野辺山駅周辺の観光業者の反対に遭ったために最終的には乗降可能な駅とせず、臨時列車（「ときめきの恋列車」と「パノラマ八ヶ岳号」）のみが停車して乗客が写真撮影をするための場所となった。

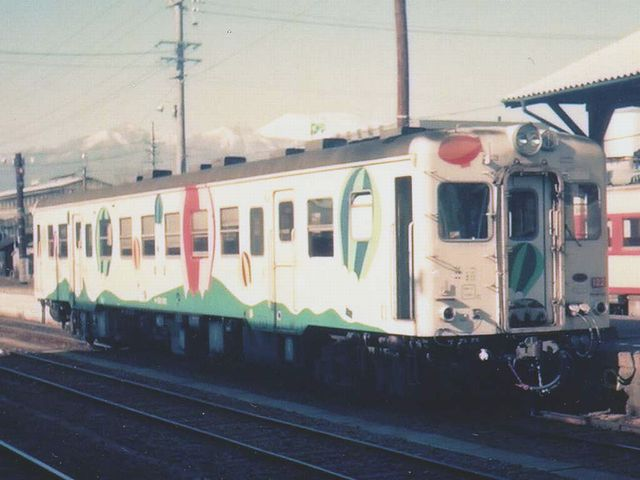
キハ52形100番台（ときめきの恋列車）（1990年3月、中込駅にて）

## 歴史
- 1986年（昭和61年）
  - 7月26日：開設[1][5]。
  - 9月1日：廃止[1][5]。

## 駅構造
単式ホーム1面1線を有した駅であった。先述の通り、ホームそのものは簡易構造となっていた。

## 駅周辺
野辺山高原の田園地帯にあり、近隣にはJR線の鉄道最高地点を示す標柱・石碑と鉄道にちなんだ神社がある。少し離れた北側を国道141号が通り、そこから東へ分岐して小海線沿いを通る道路には「高原列車通り」という愛称が付いている。南側にはリゾートホテルやゴルフ場や野辺山宇宙電波観測所があるが、ゴルフ場と宇宙電波観測所はともにやや離れた所にある。
- JR線鉄道最高地点の標柱・石碑[2][3][6]
- 八ヶ岳グレイスホテル[7]
- 鉄道神社
- 国道141号
- 高原列車通り - 駅東側、小海線沿いを通る道路の愛称。
- くるり野辺山「JR最高地点」停留所 - 南牧村が運行する観光路線バス[8]（季節運行[9]）。

## 隣の駅
日本国有鉄道
小海線
清里駅 -（臨）フォトデッキ駅 - 野辺山駅